# Gymnosiphon usambaricus
Gymnosiphon usambaricus är en enhjärtbladig växtart som beskrevs av Adolf Engler. Gymnosiphon usambaricus ingår i släktet Gymnosiphon och familjen Burmanniaceae. IUCN kategoriserar arten globalt som starkt hotad. Inga underarter finns listade i Catalogue of Life.